# 泰勒·布莱克本
泰勒·布莱克本（英語：Tyler Blackburn，1986年10月12日—）是一名美国男演员和歌手。

## 生平
1986年，布莱克本出生在美国加利福尼亚州伯班克，2002年，布莱克本开始出现在演艺界。
布莱克本的著名作品有《美少女的谎言》等。